# Kaltukatjara
Kaltukatjara (engelska: Docker River) är en ort i Australien. Den ligger i kommunen MacDonnell och territoriet Northern Territory, omkring 1 400 kilometer söder om territoriets huvudstad Darwin. Antalet invånare är 355.
Trakten runt Kaltukatjara är nära nog obefolkad, med mindre än två invånare per kvadratkilometer..
Omgivningarna runt Kaltukatjara är i huvudsak ett öppet busklandskap. Genomsnittlig årsnederbörd är 407 millimeter. Den regnigaste månaden är februari, med i genomsnitt 81 mm nederbörd, och den torraste är augusti, med 1 mm nederbörd.